# Paleogeografie

Animatie van de bewegingen van de continenten in de laatste 250 miljoen jaar

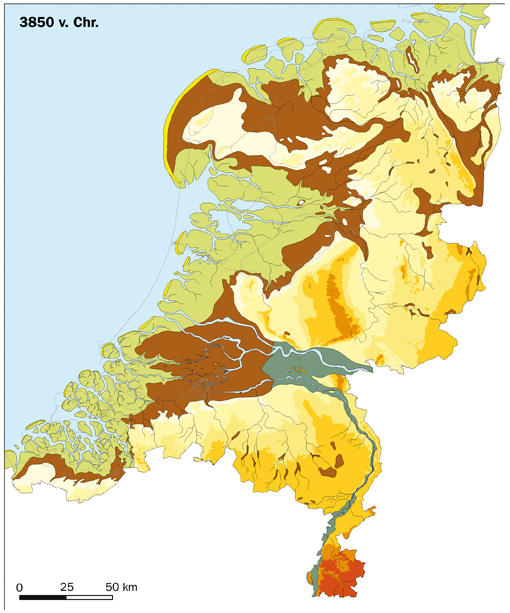
Paleogeografie van Nederland (3850 v Chr)

De paleogeografie is de tak binnen de aardwetenschappen die de ligging en bewegingen van aardplaten alsmede de verdeling van land, zee en gebergten door de geologische geschiedenis heen bestudeert. Daaronder valt bijvoorbeeld ook de geografische ligging van rivieren, delta's en kustlijnen door de tijd heen.

## Geschiedenis
De basis voor de paleogeografie is in feite gelegd door de observaties van Alfred Wegener die leidden tot zijn beroemde doorbraak binnen de geologie, de theorie van de platentektoniek.
Om echter tot een correcte paleogeografische reconstructie te komen, is er meer informatie nodig. Paleontologische bevindingen, paleomagnetisme en de vulkanische ontwikkeling zijn middelen om tot een paleogeografische schets te komen. Hierbij is vooral het paleomagnetisme van belang. Door middel van het reconstrueren van de representatie van het aardmagneetveld door de geologische geschiedenis heen in de afgezette gesteenten, is een zogenaamde "wandelroute" van een continent of plaat te bepalen.
Ook de bestudering van de ontwikkeling van sedimentaire bekkens helpt bij de bepaling van de loop van rivieren en delta's.